# Ladislav Dvořák (fotbalista)
Ladislav Dvořák (27. dubna 1902 – ) byl český meziválečný fotbalista, útočník.

## Fotbalová kariéra
V československé lize hrál v letech 1925-1926 za SK Libeň. Nastoupil ve 4 ligových utkáních.

## Ligová bilance
| Ročník                        | Zápasy | Góly | Klub     |
| ----------------------------- | ------ | ---- | -------- |
| Asociační liga 1925           | 1      | 0    | SK Libeň |
| Středočeská 1. liga 1925/1926 | 3      | 0    | SK Libeň |
| CELKEM                        | 4      | 0    |          |